# Cataetyx rubrirostris
Cataetyx rubrirostris is een straalvinnige vissensoort uit de familie van naaldvissen (Bythitidae). De wetenschappelijke naam van de soort is voor het eerst geldig gepubliceerd in 1890 door Gilbert.